# Ja’akow Szabtaj
Ja’akow Szabtaj (hebr.: יעקב שבתאי, ang.: Yaakov Shabtai, ur. 8 marca 1934 w Tel Awiwie, zm. 4 sierpnia 1981 tamże) – izraelski prozaik, dramatopisarz i tłumacz.
Jego najbardziej znaną pracą jest Zikhron Devarim (1977), opublikowana w języku angielskim w 1985 roku jako Past Continuous. Napisana jako jeden akapit, była pierwszą powieścią napisaną w prawdziwie miejscowym hebrajskim.
Angielskie tłumaczenie powieści zdobyło międzynarodowe uznanie jako niepowtarzalne dzieło modernizmu, co skłoniło Gabriela Josipovicia, krytyka z „The Independent”, do nazwania jej największą powieścią dziesięciolecia. Josipovici porównywał ją nawet do „W poszukiwaniu straconego czasu” Prousta.
W Izraelu, Szabtaj jest również znany jako dramaturg, autor takich klasyków izraelskiej sceny jak „Koronowana głowa” i „Tygrys Cętkowany”. Przetłumaczył on także wiele sztuk na język hebrajski, w tym prace Harolda Pinters, Neila Simonsa, Noëla Cowarda i Eugene’a O’Neilla. Inne utwory Szabtaja to „Uncle Peretz Takes Off” (Wujek Perec startuje), zbiór opowiadań i Past Perfect (Sof Davar), kontynuacja Past Continuous pod względem narracji i stylu, wydana pośmiertnie. W 2006 r. zbiór jego wczesnych opowiadań został opublikowany pod tytułem „Cyrk w Tel Awiwie”.
Szabtaj zmarł na atak serca w 1981 roku, został pośmiertnie odznaczony Nagrodą Agnona za literaturę.
W 1999 r. zarząd miasta Tel-Awiw nadał jednej z ulic jego imię.
Jego brat Aharon był poetą i tłumaczem ze starożytnej greki.
Po polsku jego opowiadania ukazywały się m.in. w „Literaturze na Świecie”

## Twórczość
- Past Continuous (Zikhron Devarim) Jewish Publication Society of America, 1985, ISBN 0-8276-0239-1.
- Past Perfect (Sof Davar) Viking Press, 1987, ISBN 0-670-81308-7.
- Wujek Perec startuje (Ha-Dod Peretz Mamree) Overlook, 2004, ISBN 1-58567-340-4.
- Cudowna podróż ropuchy (Ha-Masah Ha-Muflah Shel Ha-Karpad, książka dla dzieci), 1964.
- Wiersze i ballady (Shirei Ha-Zemer), 1992.
- Cetkowany tygrys i inne sztuku (Namer Havarburot Ve-Aherim), 1995.
- Koronowana głowa i inne sztuki (Keter Ba-Rosh Ve-Aherim), 1995.
- Cyrk w Tel-Awiwie (Kirkas be-Tel Aviv, krótkie opowiadania, parę alternatywnych wersji historii z Uncle Peretz Takes Off), 2006